# José Barberá Armelles
José Barberá Armelles (València, 1915 - València, 5 d'octubre de 1993) va ser un periodista valencià, pare de l'alcaldessa de la ciutat de València Rita Barberá.
Va nàixer a la ciutat de València el 1915. D'ideologia carlista, en els seus primers anys va treballar per al setmanari El Tradicionalista i com a corresponsal a Roma de El Siglo Futuro. Fou també president de la Joventut Tradicionalista de València i delegat de Propaganda de la Comunió Tradicionalista a la província de València. Va defensar el règim franquista, per la qual cosa és considerat també falangista. En 1940, poc després del final de la guerra civil, fou nomenat director de El Correo Gallego, diari que va dirigir durant una dècada, del qual era propietari el dirigent carlista Juan Sáenz-Díez. Posteriorment, el 1953 va tornar a València per a dirigir el diari Jornada, que havia sigut fundat per la Prensa del Movimiento el 1941. També en 1953 va assumir la presidència de l'Associació de la Premsa de València, càrrec en el qual es mantingué durant trenta anys. Després de Jornada, va dirigir la Hoja del Lunes, diari editat per l'Associació de la Premsa de València. El 1981 va ser nomenat director del diari Levante, quan aquest encara era propietat estatal, i en 1984 es va jubilar. Va rebre el premi nacional de periodisme "Jaime Balmes".